# Wita-Posztowa
Wita-Posztowa (ukr. Віта-Поштова) – wieś na Ukrainie, w obwodzie kijowskim, w rejonie fastowskim, w hromadzie Hatne. W 2001 liczyła 1584 mieszkańców, spośród których 1485 wskazało jako ojczysty język ukraiński, 80 rosyjski, 1 mołdawski, 1 białoruski, 13 ormiański, 1 gagauski, a 3 inny.